# Hellgate: London
Hellgate: London är ett MMORPG- samt ett FPS-spel utvecklat av skaparna till den populära Diablo-serien. Idén till spelet kom redan under tiden som man arbetade med det senaste spelet i Diablo-serien, Diablo II expansion pack. Dåvarande Blizzard North (som utvecklade Diablo-serien) stängdes så småningom ned men då intresset bland programmerarna inte svalnat utan snarare eskalerat så bestämde sig några av utvecklarna att bilda Flagship Studios. Omedelbart påbörjades arbetet med spelet och i slutet av 2007 fanns det ute i bland annat Storbritannien, USA samt Sverige.

## Handling
Året är 2038 och enligt en gammal legend kommer Storbritannien falla när korparna lämnar Towern, London. Detta år gör de det och Storbritannien invaderas av helvetets legioner. Spelarens uppdrag är att färdas genom Londons tunnelbanestationer samt hellgates och utföra olika quests (uppdrag). Det klasser att välja mellan som spelare är: Guardian, Blademaster, Engineer, Invoker, Summoner, Marksman och Templar.